# ヴォルムス協約
ヴォルムス協約 / ウォルムス協約（ - きょうやく、独: Wormser Konkordat）は、1122年にドイツのヴォルムスにおいて、神聖ローマ皇帝ハインリヒ5世とローマ教皇カリストゥス2世の間で結ばれた政教条約である。両者の取り持ちにはレオポルト3世が当たったという。
神聖ローマ帝国内で世俗権力と教会が争った聖職者の叙任権の問題（叙任権闘争）を解決し、「叙任権は教会にあり、皇帝は世俗の権威のみを与える」と取り決めた。「根本問題をなにひとつ解決していない不透明な妥協の産物」とも評される。

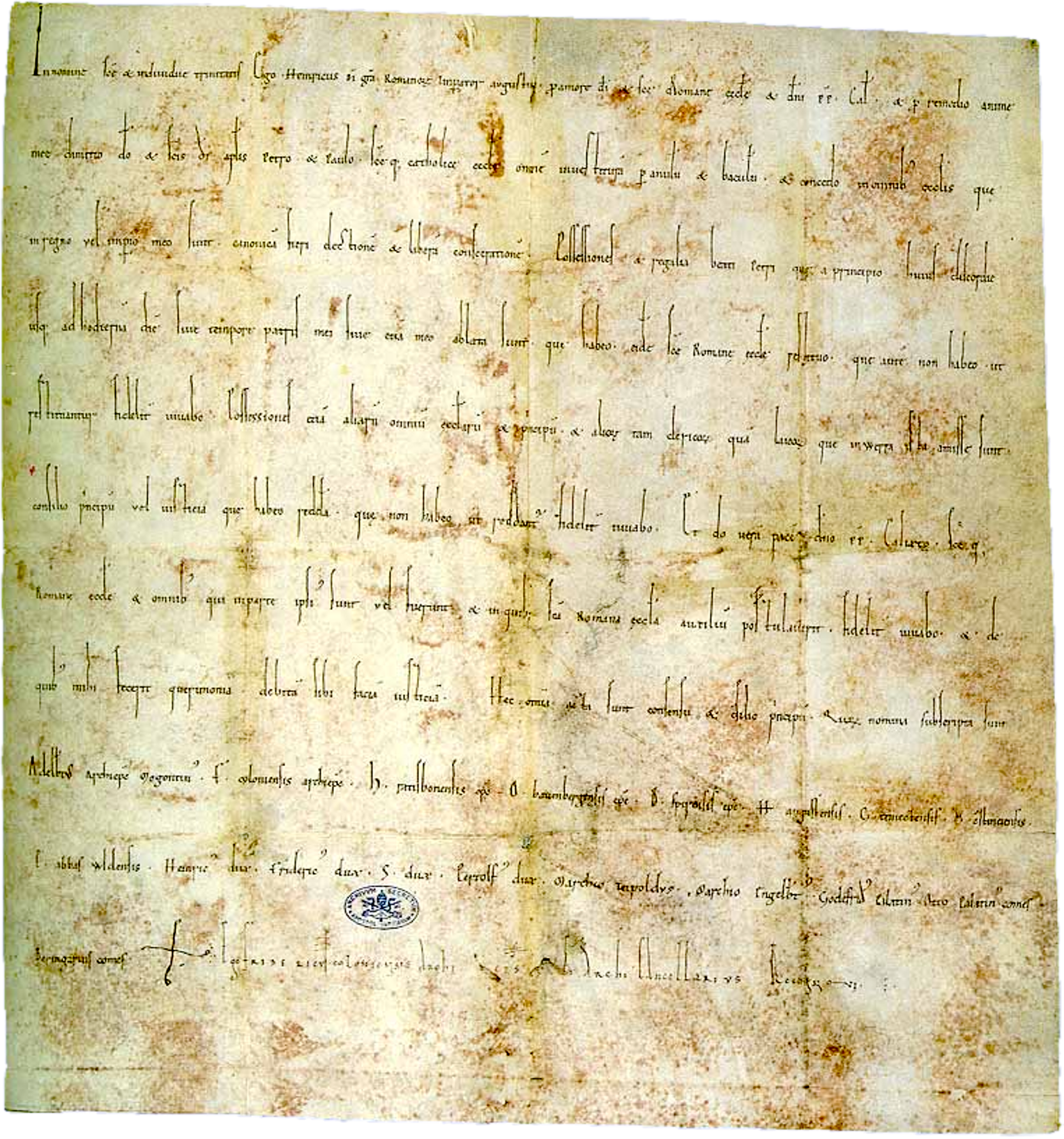
ヴォルムス協約原本

古代末期以来、私領において建てられた聖堂（私有教会）や修道院が増えていく中で、その種の聖堂の聖職者あるいは修道院長を選ぶ権利（叙任権）は土地の領主が持っていた。また、世俗権威が強大化していくと、その地域の司教の選出に対しても影響力を及ぼすようになっていった。これは教会財産の管理権を握ることと直結していたので、世俗権力にとっても重要であった。中世に入って、教皇権が伸張する中でこの叙任権をめぐる争いが起こるようになっていった。
特に神聖ローマ帝国内において、誰が司教や修道院長を任命するのかという問題をめぐって皇帝と教皇の間での綱引きが続いていた。この皇帝と教皇の争いは、ドイツ王ハインリヒ4世と教皇グレゴリウス7世の間において頂点に達した。グレゴリウス7世は、ハインリヒ4世を破門したが、1077年、カノッサにおいてハインリヒは謝罪した。（カノッサの屈辱）しかし、破門解除後、ハインリヒはグレゴリウスの擁立した対立皇帝とそれを支持する諸侯を撃破、そのまま進軍し、ローマを包囲した。グレゴリウスはローマを逃れ、その後、客死に追い込まれた。
こういった叙任権をめぐる争いにピリオドを打つべく、以後教皇と皇帝の間で話し合いが重ねられていった。その結果1122年にドイツのヴォルムスで会議が行われ、教皇側の特使と皇帝側の代理人が臨席して合意に達し、協約を結んだ。これがヴォルムス協約である。
その中で
1. 皇帝は帝国内における司教と修道院長に対する指輪と杖による聖職権の授与の権利（叙品権）を放棄すること
2. 皇帝は杓による俗権授与の権利（叙任権）のみ持つこと
3. 教権は帝国内の教会の叙品を行う権利を持つこと
4. 帝国内のうちドイツ領内の高位聖職者は叙品に先立ち皇帝から叙任されているべきこと
5. 帝国内の非ドイツ地域（ブルグント、イタリア）では教皇の叙品が先行すべきこと
6. 皇帝は帝国内で司教と修道院長の叙品に立会い、選出が難航した場合のみ指名する権利を得ること

といった事項が確認され、教会側に叙品権が与えられることで決着した。この叙任（俗権すなわち教会領および付帯的世俗権力の授封）と叙品（教権による司教権の授与）を分離すべきという考えはシャルトル司祭イボオ（1040?-1116?）の理論によるものである。これとほとんど同じ内容の協定は、これに先立つ1107年に教皇パスカリス2世とイギリス国王ヘンリー1世との間でも締結されている
。
また、この協約の承認を求めるため第1ラテラン公会議（1123年）が召集されることになり、中世に入って行われていなかった公会議が復活することになった。